# Distrito de Kaithal
Kaithal (en hindi; कैथल जिला ) es un distrito de India en el estado de Haryana. Código ISO: IN.HR.KT.
Comprende una superficie de 2 799 km².
El centro administrativo es la ciudad de Kaithal.

## Demografía
Según censo 2011 contaba con una población total de 1 072 861 habitantes.